# سگ‌دزدی
سگ‌دزدی یا دزدی سگ (به انگلیسی: Dog theft) جرم گرفتن سگ از صاحبش است. دزدی سگی که برای باج‌گرفتن نگهداری می‌شود را می‌توان به قیاس با آدم‌ربایی، سگ‌ربایی (dognapping) نامید.
در ویتنام، دزدی سگ و گربه برای مصرف به عنوان گوشت به عنوان یک مشکل رو به رشد در سال ۲۰۲۰ توصیف شد.